# Posidoni
|  | Per a altres significats, vegeu «Posidoni (metge)». |

Posidoni (grec antic: Ποσειδώνιος)  (Apamea, 135 aC - Roma, 51 aC), també conegut com a Posidoni de Rodes o Posidoni d'Apamea, fou un polític, geògraf, astrònom, historiador i filòsof estoic grec.

## Biografia
Estudià a Atenes, on fou alumne de Paneci de Rodes. Potser abandonà Atenes en no ser escollit successor de Paneci com cap de l'escola estoica, quan aquest va morir el 110 aC.
El 104 s'establí a  Rodes on, a més d'obrir-hi una escola (on es conreaven, entre altres disciplines, la geografia, la física, les matemàtiques i l'antropologia), hi desenvolupà la funció de prítanis (una magistratura secundària amb funcions judicials). Fou un gran viatger i observador de la natura. Visità bona part del món romà i fins i tot s'aventurà més enllà de les seves fronteres, sempre amb un ànim d'investigació científica. A les costes de l'Atlàntic pogué observar el fenomen de les marees.

## Obra
No es conserva cap de les seves obres, però de les referències preservades, es pot afirmar que va ser el representant de l'anomenat estoïcisme mitjà, juntament amb el seu mestre Paneci (185-110 aC), de qui heretà les tendències enciclopèdiques i eclèctiques; a la barreja d'estoïcisme, platonisme i aristotelisme, hi afegí elements heraclitians, tot concebent el real com a oposició harmònica de contraris en evolució, tant ascendent com descendent, i tipificant en el foc el caràcter dinàmic del procés còsmic. Bé que per ell l'home és reflex (microcosmos) de tot el real (macrocosmos), tanmateix Posidoni mantingué el més fort dualisme antropològic.

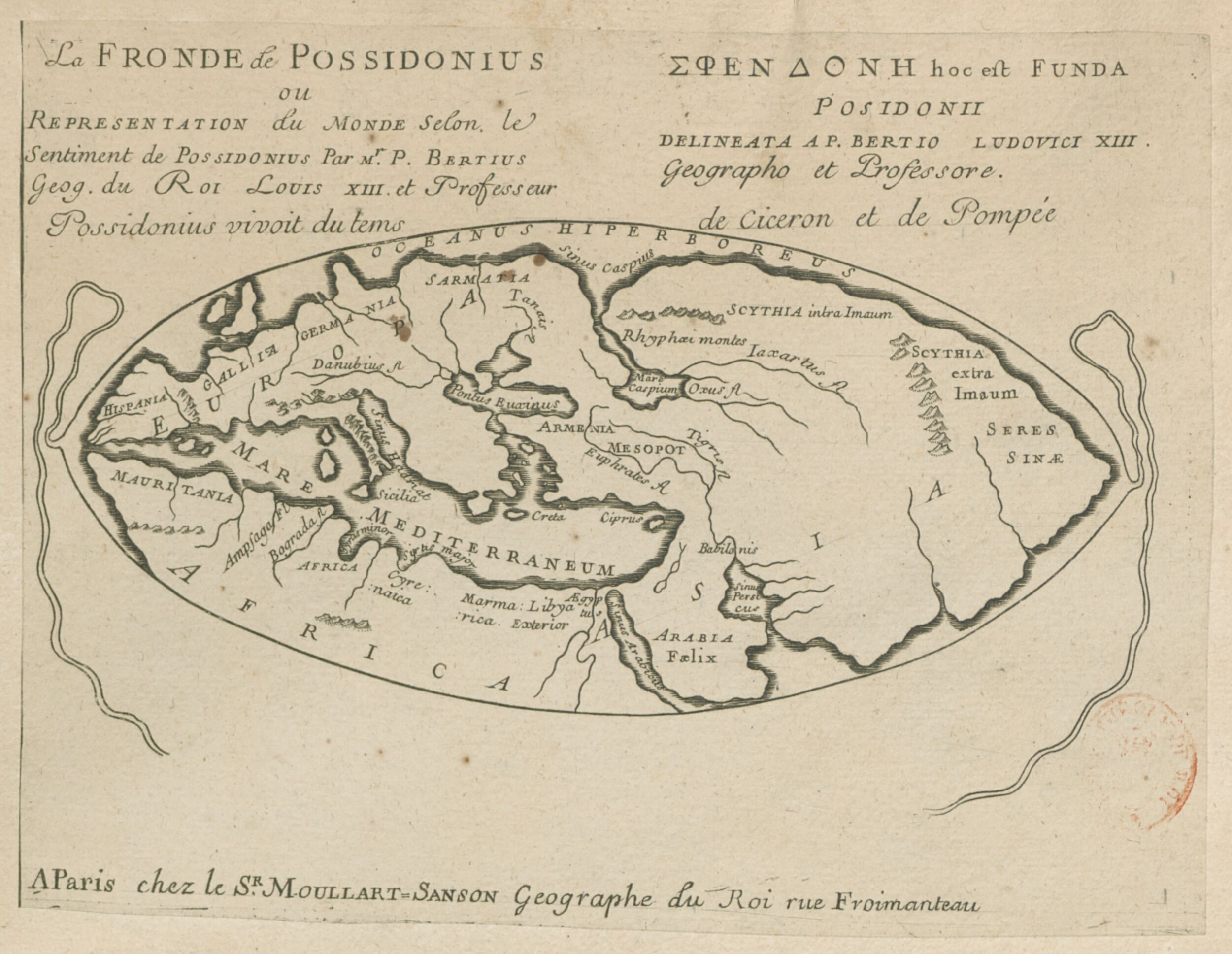
Mapamundi segons Posidoni, interpretat pel cartògraf neerlandès Petrus Bertius a començaments del segle XVII.

Al contrari que el seu mestre, Paneci, la filosofia moral no ocupa el centre dels seus interessos. És més aviat un científic i un acadèmic d'interessos veritablement universals: història, geografia, física, meteorologia, astronomia, etc. Fins i tot es va interessar per les matemàtiques. Alguns estudiosos han suggerit la possibilitat que el mecanisme d'Anticitera fos un planetari dissenyat per ell i també va fer una mesura del diàmetre de la Terra.
De l'important influx del filòsof, n'és testimoni, per exemple, Ciceró, deixeble seu a Rodes, en les obres De natura deorum i De divinatione.
L'ampla col·lecció de fragments de les seves obres que es conserven, han estat editats per Edelstein i Kidd.